# 郭天明
郭天明，新加坡人，現居台灣，擔任大學教授、禮儀培訓課程講師、中央警察大學英語演講比賽評審；常於各大專院校巡迴演講。

## 經歷
- 國立臺灣師範大學全人書院國際禮儀講座講師[4]
- 高雄醫學大學學生大使國際禮儀培訓課程講師[5]
- 國立臺灣科技大學講師[6][7]
- 國立臺北商業大學教育發展中心國際禮儀講師[8]
- 中原大學國際暨兩岸教育處國際大使培訓課程講師[9]
- 台北YMCA國際書院教務長
- 國際專業管理亞太年會台灣代表處駐台代表
- ATS國際認證授權審查委員會主席
- 經濟部中小企業處終身學習企訓講師
- 英國行政暨專業經理人學會台灣認證中心評審委員
- 長庚技術學院專題演講(通識教育講座-國際禮儀)
- 亞東技術學院專題演講(英語講座一：國際禮儀)
- 美國愛許蘭大學駐台灣代表
- Professional Trainer / Coach                         Eva Air 長榮航空
- Senior Specialist, Personnel On-job Training Dept.   台北亞都大飯店Hotel Ritz, Taipei
- Public Relations Director                            YMCA, Taipei
- 國立台北商業技術學院(NTCB)會議展覽服務人員訓練課程 (99-II,2011)
- Lunghwa University會議展覽服務人員訓練課程 (100-I, 2011)
- 內政部職業訓練中心 、救總職業訓練所、中華職業訓練中心教授
- 「觀光餐旅管理」、「觀光餐廳廚務管理」、「觀光店員管理」、「觀光免稅商店主管訓練」課程及各大專院校講師、副教授。
- 國際觀光旅館餐旅管理從業人員人事行政及接待訓練:
  - 台北亞都大飯店 Hotel Ritz, Taipei
  - 台北福華大飯店 Howard Plaza, Taipei
  - 台北來來大飯店 Lai Lai Sheraton Taipei
  - 台北老爺大酒店 Taipei Royal Hotel
  - 台北國際青年旅館 YMCA Hotel
  - 高雄漢來大飯店 Grand High Light Hotel
  - 高雄國賓大飯店 Ambassador Hotel … 等
  - Rebar Holiday Inn Crown Plaza, Taipei
  - Mandarin Magnolia Hotel, Taipei